# Balanophoraceae
As Balanophoraceae são uma família de angiospermas muito incomuns de principal ocorrência na América. São todas aclorofiladas e holoparasitas de raízes de outras plantas. Sua posição filogenética ainda é incerta. Naumann et al. (2013) através de um conjunto de dados moleculares, estima que a idade do clado é de 92.5 Ma. A primeira pessoa que descreveu a família foi Richard (1822) e deu o nome de gêneros e espécies conhecidas como, Helosis guyannensis, uma super flor chamada Cynomoriu cayennense e várias outras espécies. Tradicionalmente foram incluídas entre as Santalales, mas os recentes trabalhos de filogenia não suportaram esse posicionamento.
Balanophoraceae inclui 17 gêneros e aproximadamente 50 espécies. Destes, 6 gêneros e 12 espécies são registrados no território brasileiro. Como são holoparasitas de raízes (predominantemente de árvores), a maioria está presente no interior de formações florestais e, normalmente, não são perceptíveis por serem subterrâneas, a não ser durante o período reprodutivo quando suas inflorescências emergem do solo.

## Gêneros
- Balanophora
- Chlamydophytum
- Corynaea
- Dactylanthus
- Ditepalanthus
- Exorhopala
- Hachettea
- Helosis
- Langsdorffia-
- Lophophytum-
- Mystropetalon
- Ombrophytum
- Rhopalocnemis
- Sarcophyte
- Scybalium
- Thonningia

## Descrição

### Morfologia e anatomia
A parte vegetativa das Balanophoraceae se desenvolve nas raízes do hospedeiro e permanece em contato permanente para absorção de água e nutrientes (Kujt e Hansen, 2015), os tubérculos de Balanophoraceae apresentam, uma dualidade de estruturas, contendo tecido da raiz do hospedeiro, bem como tecido do parasita. Dessa forma, a parte parasitária do tubérculo funciona como raiz para os representantes desse grupo, sendo, portanto, considerados anatomicamente como raiz (Hansen, 1980).
Esse grupo vegetal possui representantes herbáceos, com pedúnculos não ramificados que podem ou não apresentar folhas, que quando presentes; são escamosas, geralmente dispostas em espiral, desprovidas de estômatos, clorofila e raramente são verticiladas.
As inflorescências são do tipo "espádice" terminal, que podem ser ramificadas ou não, com brácteas de primeira ordem escamosas que podem ser persistentes, triangulares ou reduzidas e clavadas (Kuijt e Hansen, 2015).

#### Flores e estrutura floral

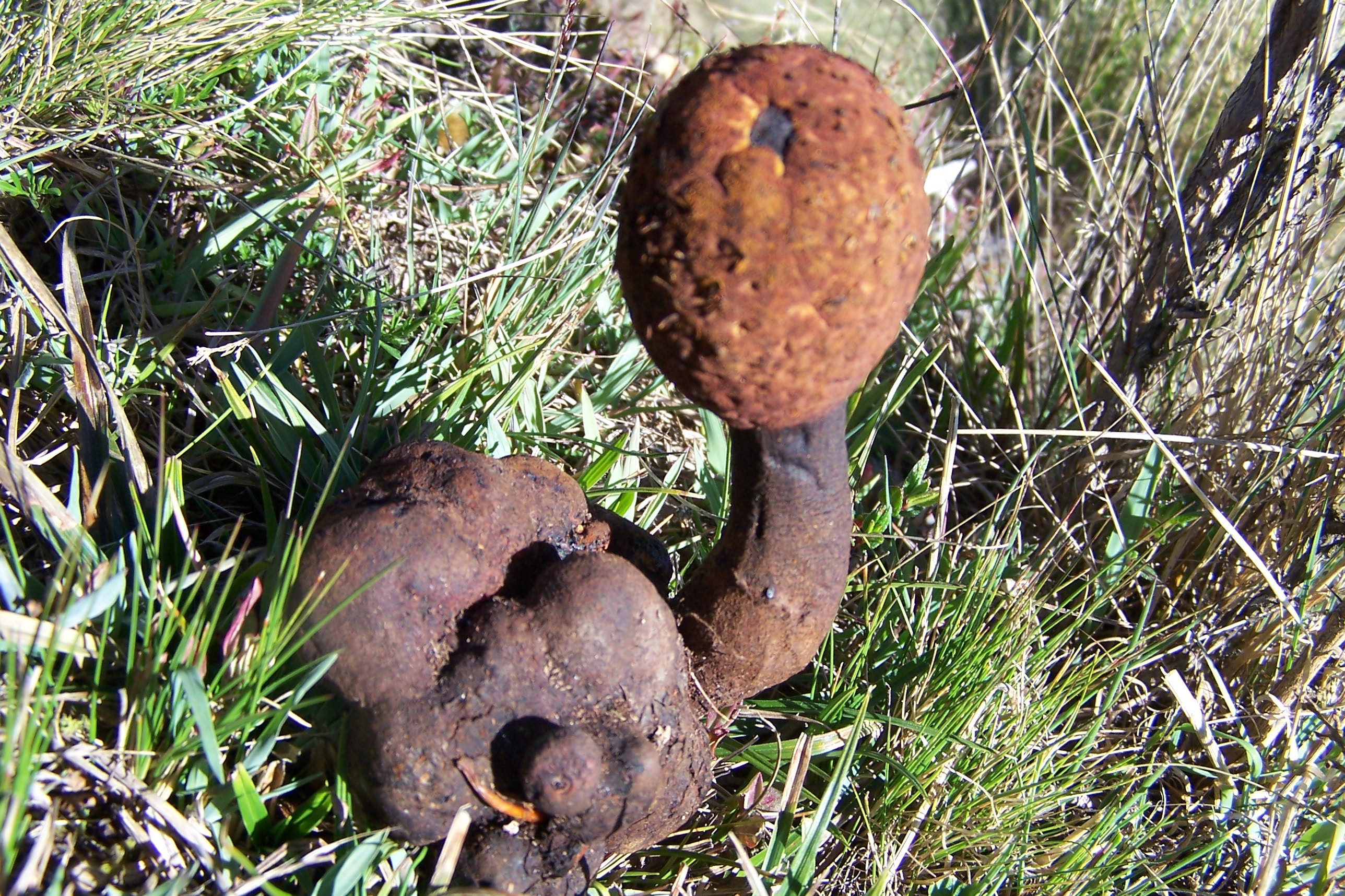
Corynaea crassa

As flores são unissexuais, podendo a planta ser monóica ou dioica, flores masculinas (com estames) 3-meras com perianto trilobado e sinandrio, composto de 3-4 ou 1-2 anteras, frequentemente biloculares, livres uma da outra e opostas aos segmentos do perianto. As flores pistiladas com perianto ausente ou muito reduzido, com 2 lóbulos ou irregularmente lobulada; gineceu com estigmas imperceptíveis ou capitelados; ovário ínfero, unilocular ou sem cavidade (Hansen, 1980; Kuijt e Hansen, 2015).

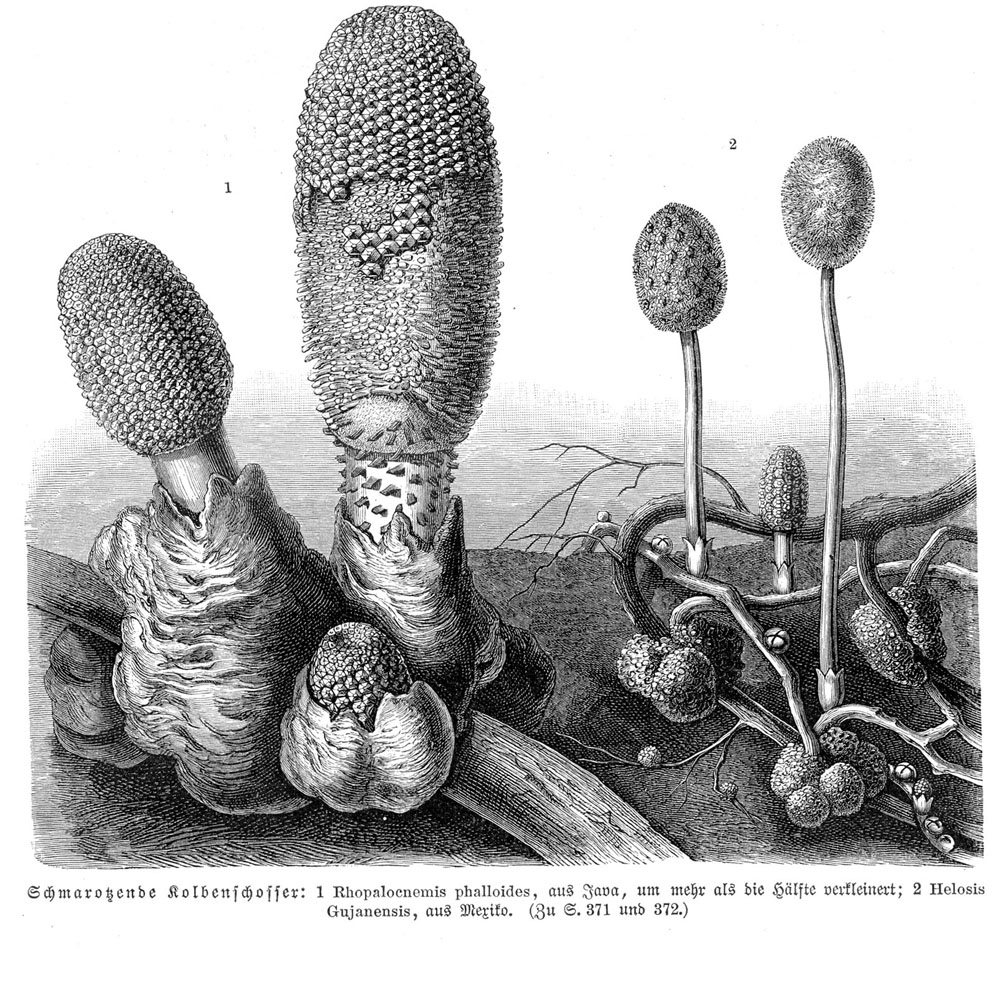
Helosis cayennensis - hábito com inflorescência

#### Frutos
O fruto dessas plantas é uma drupa pequena com uma semente, envolvido por um exocarpo que apresenta-se carnudo na fase inicial e, posteriormente, quase seco; endocarpo esclerotizado. O pequeno embrião desenvolve-se nos tecidos centrais do ovário, rodeado por um endosperma de poucas células e uma camada de células de pedra na maturidade (Kuijt e Hansen, 2015).

## Ecologia

### Polinização e dispersão
Embora pouco conhecidas, as maiores ocorrências de polinização foram relatadas pelos insetos, que foram atraídas pela excreção açucarada da inflorescência. Foram registradas polinizadores como: morcegos, ratos e gambás.
A dificuldade no estudo da polinização dessa família resulta da natureza reprodutiva de alguns indivíduos, por apresentarem o desenvolvimento da parte reprodutiva no espaço subterrâneo (Kuijt e Hansen, 2015).

### Germinação
Após desprender-se da infrutescência o contato ao solo permite ao fruto penetrar até a rizosfera do hospedeiro, esta ação pode ser decorrente da infiltração da água da chuva ou escavação animal. Com isso, a germinação das sementes só ocorre próximo à raiz do hospedeiro; que serve de fixação para as primeiras extensões das células do endosperma.
A formação dos haustórios é simultânea ao desenvolvimento, pela divisão das células embrionárias superiores, de um nódulo de parênquima parasitário. A sucessão de eventos, se dá pela penetração dos haustórios primários em busca do tecido vascular do hospedeiro, processo este que induz o crescimento e a formação de um ramo na direção oposta (Kuijt e Hansen, 2015).

## Sistemática
Entre os autores que discutem a respeito da posição filogenética da família Balanophoraceae, muitos a classificam como representante da ordem Santalales, que inclui outras espécies de plantas parasitas (Fagerlind, 1945; Cronquist, 1988). Apesar disso, algumas publicações defendem que essa classificação deve ser revisada, e que a família deveria ser reposicionada em uma ordem distinta (Harms, 1935; Kuijt, 1969).
Trabalhos mais recentes fundamentados por métodos de biologia molecular apoiam a ideia de que Balanophoraceae é próxima de outros representantes da ordem Santalales, mas que maiores inferências não podem ser feitas tendo em vista que alguns dos caracteres utilizados não são bem sustentados (Nickrent et al. 2005; Barkman et al. 2007; Su & Hu, 2008, 2012). Su & Hu (2008) compararam árvores filogenéticas geradas a partir de análises de genes homeóticos florais de classe B e rDNA nuclear 18S. Com isso, concluíram que Balanophoraceae estaria numa posição basal dentro de Santalales, sendo grupo irmão de Olacaceae e dos demais representantes da ordem. Os autores ainda sugerem que a dificuldade na reconstrução da filogenia do grupo pode estar associada às aceleradas taxas de substituição do DNA.
No trabalho de Su et al (2015), 197 amostras de espécies de Santalales, incluíndo 11 espécies de Balanophoraceae, foram analisadas a partir de alguns genes mitocondriais, nucleares e de plastídio, visando resolver a filogenia da ordem e a posição da família Balanophoraceae na mesma. Como resultado, os autores confirmaram que Balanophoraceae faz parte da ordem Santalales. Além disso, as análises deram suporte a divisão da família em dois clados: Mystropetalaceae (Dactylantus, Hachettea, e Mystropetalon) e outro com as demais espécies.

## Ocorrência no Brasil
Dentro do território brasileiro os representantes da família Balanophoraceae estão distribuídos por todos os estados; Norte, Nordeste, Centro-oeste, Sudeste, e Sul . Dessa forma, a sua distribuição fitogeográfica é ampla, com relatos na floresta Amazônica, Caatinga, Cerrado, Mata Atlântica e Pantanal (Cardoso, 2015).
Sua dispersão pelo território brasileiro se dá, até o momento, através de 6 gêneros, sendo eles:

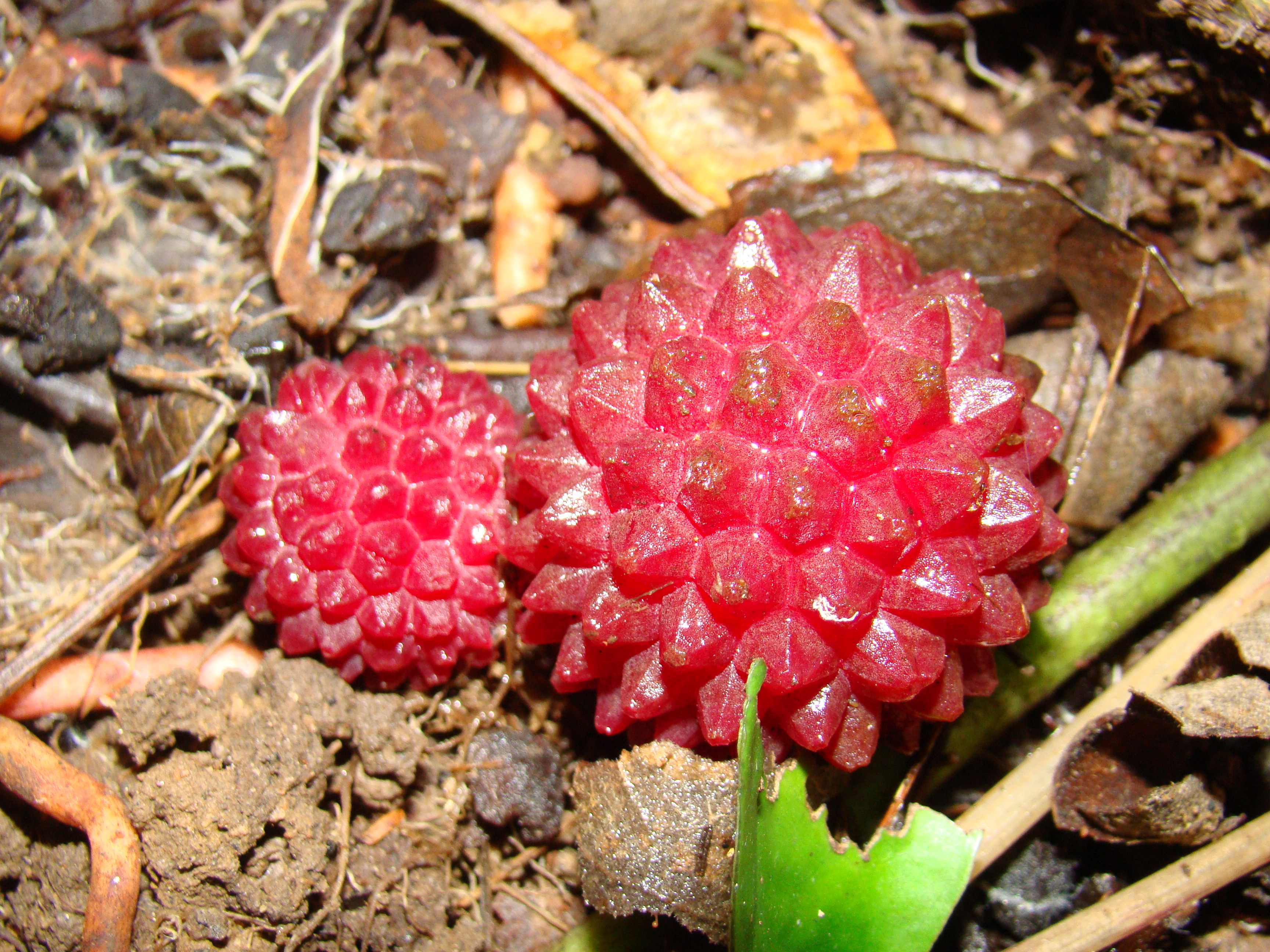
Espécie de Balanophoraceae

- Helosis (Rich.)
- Langsdorffia (Mart.),
- Lathrophytum (Eichler1),
- Lophophytum (Schott & Endl.),
- Ombrophytum (Poepp. ex Endl.),
- Scybalium (Schott & Endl).